# Solana (Florida)
Solana è un census-designated place (CDP) degli Stati Uniti d'America della contea di Charlotte nello Stato della Florida. La popolazione era di 742 persone al censimento del 2010. Fa parte dell'area statistica metropolitana di Punta Gorda.

## Geografia fisica
Solana è situata a 26°56′25″N 82°01′46″W (26.940277, -82.029368).
Secondo lo United States Census Bureau, ha un'area totale di 1,7 miglia quadrate (4,3 km²).

## Società

### Evoluzione demografica
Secondo il censimento del 2000, c'erano 1,011 persone.

### Etnie e minoranze straniere
Secondo il censimento del 2000, la composizione etnica del CDP era formata dal 91,69% di bianchi, il 5,44% di afroamericani, lo 0,20% di nativi americani, l'1,09% di asiatici, lo 0,49% di altre razze, e l'1,09% di due o più etnie. Ispanici o latinos di qualunque razza erano il 2,37% della popolazione.